# Galerie Seek
Galerie Seek is een fotografiemuseum in de Estse hoofdstad Tallinn, gebouwd op de fundamenten van het middeleeuwse armenhuis uit de 13e en 14e eeuw. De archeologische fundamenten werden in 2001 ontdekt toen een nieuwe weg werd aangelegd door de wijk Vanalinn. Na de ontdekking werd besloten de weg een stuk op te schuiven en in 2003 bouwde architectenbureau Ansambel een glazen paviljoen over de resten. Het museum begon als het Johannes-armenhuismuseum met een sterke focus op de gevonden archeologie. Tegenwoordig is het ’s zomers geopend als dependance van het fotografiemuseum. Het wordt beheerd door het stadsmuseum van Tallinn.
Stadsmuseum van Tallinn · Kiek in de Kök en de Bastion tunnels · Fotografiemuseum · Miiamilla Kindermuseum · Peter de Grote-huis · Kalamaja-museum · Volksmuseum